# 國防部政務辦公室史政編譯處
國防部政務辦公室史政編譯處是隶属于中華民國國防部的史政機關，最早可追溯到1946年成立的國防部史料局。

## 历史
1946年6月，國防部成立，部長白崇禧，同时成立國防部史料局，局長吳石。1947年4月，史料局改稱國防部史政局，吳石仍任局長。1949年，因第二次國共內戰配合戰時內閣縮編人員，史政局縮編為國防部史政處。1957年7月，史政處再度擴編為國防部史政局。
1973年5月1日，國防部史政局與國防部編譯局合併為國防部史政編譯局。2002年史政編譯局縮編為國防部史政編譯室，2013年史政編譯室改為國防部政務辦公室史政編譯處至今。